# STS-71
STS-71 byla mise raketoplánu Atlantis. Cílem letu bylo první spojení raketoplánu s ruskou orbitální stanicí Mir. Raketoplánem se na Zemi vracela původní tříčlenná posádka stanice, kterou vystřídala nová dvoučlenná posádka.

## Posádka raketoplánu
- Robert L. "Hoot" Gibson (5) velitel
- Charles J. Precourt (2) pilot
- Ellen S. Bakerová (3) letový specialista 1
- Georgy J. "Greg" Harbaugh (3) letový specialista 2
- Bonnie J. Dunbarová (4) letový specialista 3

### Pouze start
- Anatolij Solovjov (4), Roskosmos (CPK), 19. základní expedice (Mir)
- Nikolaj Budarin (1), Roskosmos (RKK Eněrgija), 19. základní expedice (Mir)

### Pouze přistání
- Vladimir Děžurov (1), Roskosmos (CPK), 18. základní expedice (Mir)
- Gennadij Strekalov (5), Roskosmos (RKK Eněrgija), 18. základní expedice (Mir)
- Norman Thagard (5), NASA, 18. základní expedice (Mir)

## Předstartovní přípravy
Přípravy na misi STS-71 začaly s mimořádně velkým předstihem, už v roce 1992. V závodech Rockwell International v Downey byla vyrobena nová a zmodernizovaná verze spojovacího uzlu APAS. První spojovací uzel byl použit při letu Sojuz-Apollo. Také orbiter Atlantis prodělal změny.
Vlastní přípravy na let začaly v hangáru OPF. 20. dubna 1995 byl družicový stupeň převezen do budovy VAB, následující den ho technici připojili k motorům SRB a nádrži ET a 26. dubna se celá sestava přesunula na rampu LC-39A. Odpočítávání bylo zahájeno 20. června ve 13.30 UT. Start byl dvakrát odložen, až nakonec raketoplán odstartoval 27. června 1995 v 19.32.19,044 UT, přesně na začátku startovacího okna.

## Průběh letu

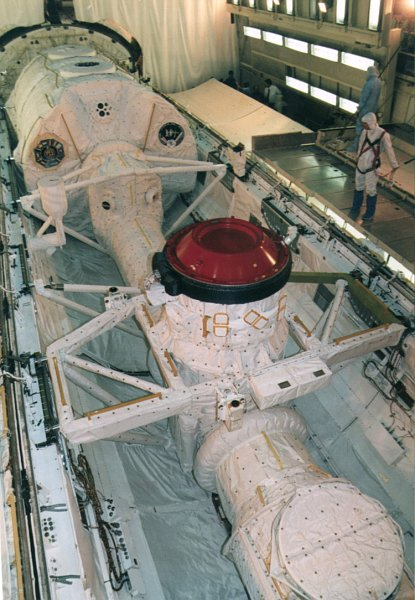
Pohled na spojovací uzel v montážní hale

V T +45 min se uskutečnil manévr OMS-2. Trval pouze 45 sekund a navedl družicový stupeň na dráhu ve výšce jen 157-292 km. Šlo o nejnižší dráhu v historii letů raketoplánů. Nízká dráha byla zvolena záměrně, protože umožňovala co nejrychlejší přiblížení k Miru. Další manévr ve 23.11 UT zvýšil dráhu na 293 až 389 km, čímž ale klesla rychlost přibližování z 1 630 na 520 km za oběh. 28. června provedl pilot další manévr, aby se Atlantis dostal na dráhu 300-391 km a 29. června poslední manévr na zvýšení perigea. Potom Gibson uskutečnil závěrečný přibližovací manévr.
K vlastnímu spojení obou těles došlo ve 13.00 UT, přesně v plánovaném okamžiku. Potom astronauti začali napouštět vzduch do spojovacího modulu. Za 90 minut mohl Gibson otevřít vstupní průlez a obě posádky se setkaly. Po přenesení osobní výbavy převzal Anatolij Solovjov velení na Miru a Nikolaj Budarin funkci palubního inženýra.
Na palubě Spacelabu se uskutečnily experimenty převážně z lékařské a biologické oblasti. Souběžně s tím byl na Mir překládán náklad. Obě tělesa se od sebe oddělila 4. července v 11.10 UT. Atlantis se vydal na pomalý oblet stanice, potom přešel na samostatnou dráhu. Přistávací manévr začal ve 13.45 UT zážehem motorů OMS. Raketoplán vstoupil do atmosféry a přistál na Kennedyho vesmírném středisku. K úplnému zastavení stroje došlo ve 14.55.27 UT.